# لمور کوتوله بزرگ
لمور کوتوله بزرگ (نام علمی: Cheirogaleus major) نام یک گونه از تیره لمورهای کوتوله است.